# Wilhelm Brambach

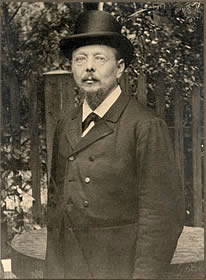
Wilhelm Brambach

Wilhelm Brambach (* 17. Dezember 1841 in Bonn; † 26. Februar 1932 in Karlsruhe) war ein deutscher Klassischer Philologe, Musikhistoriker und Bibliothekar.

## Leben
Wilhelm Brambach, Sohn des 1890 verstorbenen Klavierstimmers und Orgelbauers Franz Jacob Brambach und Bruder des Chordirigenten und Komponisten Caspar Joseph Brambach, studierte nach dem Abitur an der Bonner Universität Klassische Philologie bei Friedrich Ritschl sowie Musikwissenschaft bei Heinrich Breidenstein. 1864 wurde er mit einer Arbeit über das römische Konsulat promoviert.
In der Folge war Brambach zunächst von 1862 bis 1866 als Assistent an der Bonner Universitätsbibliothek angestellt. Daran anschließend wurde er 1866 Leiter (Oberbibliothekar) der Universitätsbibliothek Freiburg. An der Universität Freiburg lehrte er zugleich als außerordentlicher Professor für Klassische Philologie, seit 1868 als ordentlicher Professor. 1872 wurde Brambach in der Nachfolge von Johann Christoph Döll mit der Leitung der Badischen Hof- und Landesbibliothek betraut, die er bis zu seiner Versetzung in den Ruhestand 1904 innehatte. Auch danach blieb er noch bis 1921 Leiter des Münzkabinetts der Landesbibliothek. Brambach verstarb am 26. Februar 1932 neunzigjährig in Karlsruhe.

## Wirken
Brambachs philologische Forschungen konzentrierten sich hauptsächlich auf die Gebiete Epigraphik, Rhythmik, Metrik sowie Orthographie. Aus musikhistorischer Sicht bedeutend sind die während seiner Zeit an der Badischen Landesbibliothek anhand der Reichenauer Handschriften getroffenen Untersuchungen zur mittelalterlichen Musiktheorie und -praxis sowie zur Geschichte der Reichenauer Sängerschule. Obwohl in Details überholt, lieferten seine auf exakter Textkritik basierenden Forschungen einen wertvollen Beitrag zur Kenntnis der mittelalterlichen Musiktraktate, beispielsweise von Berno und Hermann von Reichenau, und der kirchlichen Choralmusik, besonders des gregorianischen Gesanges.
Als Bibliotheksleiter forderte Brambach die Selbständigkeit des Bibliothekarberufes ein, nachdem er an der Universität Freiburg die Erfahrung gewonnen hatte, dass Bibliothekar- und Lehramt zunehmend unvereinbarer geworden waren. In Karlsruhe reorganisierte er die badische Hof- und Landesbibliothek sowie die damit verbundene Münzsammlung, wobei er sich auch auf das amerikanische Konzept der public library bezog. Die Bibliothek wurde 1872 in die staatliche Verwaltung eingegliedert und dem Ressort des Ministeriums des Innern unterstellt. Darüber hinaus erfolgte eine Umbenennung in Großherzogliche Hof- und Landesbibliothek. Brambach organisierte 1873 den Umzug der Bibliothek aus dem Karlsruher Schloss in das Sammlungsgebäude am Friedrichsplatz und sorgte für eine umfassende Modernisierung der Verwaltung, u. a. für eine systematische Aufstellung des Bestandes nach einer Klassifikation von 24 Haupt- und 143 Untergruppen, für die Bereitstellung eines Alphabetischen Zettelkatalogs sowie für eine moderne Benutzungsordnung. 
Mit Wilhelm Brambachs Namen verknüpft bleiben die ab 1875 gedruckten Bibliothekskataloge. Mit deren Veröffentlichung als regelmäßiger Neuzugangsverzeichnisse bemühte er sich erfolgreich, auch nicht in der Residenzstadt wohnende Benutzer für die Großherzogliche Hof- und Landesbibliothek zu gewinnen.

## Veröffentlichungen (Auswahl)
- De columnis miliariis ad Rhenum repertis commentarius. Mit einem Vorwort von Friedrich Ritschl. Georgi, Bonn 1865 (Digitalisat).
- Das Ende der Bonner Philologenschule. J. G. Schmitz, Köln 1865 (Digitalisat).
- Friedrich Ritschl und die Philologie in Bonn. Teubner, Leipzig 1865 (Digitalisat).
- Trajan am Rhein und die Inschriftenfälschung zu Trier: offener Brief an L. J. F. Janssen. Friderichs, Elberfeld 1866 (Digitalisat).
- Corpus inscriptionum Rhenanarum. Praefatus est Fridericus Ritschelius. Friderichs, Elberfeld 1867 (Digitalisat).
- Die Neugestaltung der lateinischen Orthographie in ihrem Verhältnis zur Schule. Teubner, Leipzig 1868 (Digitalisat).
- Metrische Studien zu Sophokles. Teubner, Leipzig 1869 (Digitalisat).
- Rhythmische und metrische Untersuchungen. Teubner, Leipzig 1871 (Digitalisat).
- Hülfsbüchlein für lateinische Rechtschreibung. Teubner, Leipzig 1872 (Digitalisat).
- Die Großherzogliche Hof- und Landesbibliothek in Carlsruhe 1875. [Karlsruhe], 1875 (Digitalisat).
- Hermanni Contracti musica. Teubner, Leipzig 1884 (Digitalisat).
- Ausstellung der Grossherzoglichen Hof- und Landesbibliothek zum VII. Deutschen Geographentag in Karlsruhe. In: Zentralblatt für Bibliothekswesen, Jg. 4, 1887, S. 425–441 (Digitalisat).
- Die Reichenauer Sängerschule. Beiträge zur Geschichte der Gelehrsamkeit und zur Kenntniss mittelalterlicher Musikhandschriften. Harrassowitz, Leipzig 1888 (Digitalisat).
- Meninski über türkische Handschriften der Grossherzoglichen Hof- und Landes-Bibliothek zu Karlsruhe. In: Zentralblatt für Bibliothekswesen, Jg. 7 (1890), S. 303–307 (Digitalisat).
- Die verloren geglaubte Historia de sancta Afra martyre und das Salve Regina des Hermannus Contractus. Groos, Karlsruhe 1892 (Digitalisat).
- Die Handschriften der Badischen Landesbibliothek in Karlsruhe. Bd. 1 (1970) Geschichte und Bestand der Sammlung, Neudr. mit bibliograph. Nachtr., Wiesbaden 1970 (Digitalisat)